# Гомуніце
Гомуніце (пол. Gomunice) — село в Польщі, у гміні Гомуниці Радомщанського повіту Лодзинського воєводства.
Населення — 2323 особи (2011).
У 1975-1998 роках село належало до Пйотрковського воєводства.

## Демографія
Демографічна структура станом на 31 березня 2011 року:
|          | Загалом | Допрацездатний вік | Працездатний вік | Постпрацездатний вік |
| -------- | ------- | ------------------ | ---------------- | -------------------- |
| Чоловіки | 1104    | 237                | 751              | 116                  |
| Жінки    | 1219    | 233                | 688              | 298                  |
| Разом    | 2323    | 470                | 1439             | 414                  |